# Лі Цзехуа
Лі Цзехуа (спрощ.: 李泽华; кит. трад.: 李澤華), також відомий як Ккрісс Лі (англ. Kcriss Li, 1995) — китайський журналіст, репер та ютубер. Лі народився в Пінсяні в провінції Цзянсі. Після закінчення Університету зв'язку Китаю він розпочав працювати на Центральному телебаченні Китаю (CCTV) телеведучим у 2016 році. Пізніше він залишив CCTV і став незалежним журналістом, та документував перші дні епідемії коронавірусної хвороби в Ухані.

## Журналістська діяльність

### 2020 рік
Під час епідемії COVID-19 у Китаї він звільнився з CCTV і знайшов спосіб потрапити в Ухань, сподіваючись вийти на слід зниклого журналіста Чен Цюші. Завдяки допомозі місцевих жителів він зміг отримати машину та знайти житло. У наступні дні він використовував відеоблог, щоб повідомити про пандемію в Ухані. Лі Цзехуа зник 26 лютого 2020 року, та ймовірно, був затриманий співробітниками держбезпеки. Частина погоні за ним правоохоронців Уханя були зняті на відео та завантажені на YouTube. Імовірно, що Лі доставили до поліцейської дільниці, де у нього взяли відбитки пальців і зразки крові, а потім відправили в «кімнату для допитів». Йому сказали, що його «підозрюють у порушенні громадського порядку», але сказали, що покарання не буде. Деякі свідчення говорять про те, що ніхто не чув про Лі після його зникнення 26 лютого 2020 року, тоді як інші стверджують, що він повернувся в готель 28 лютого.
22 квітня 2020 року Лі опублікував відео на YouTube, Twitter і Weibo, а в наступні дні завантажив англійські субтитри на YouTube. За словами Лі, 26 лютого його відвезли до поліцейської дільниці, де він перебув під слідством за порушення громадського порядку. Крім того, поліція затримала та помістила його на карантин, мотивуючи це тим, що він відвідував епідемічно неблагоприємні райони. Карантин Лі спочатку проходив в Ухані, а потім переїхав до рідного міста. Лі заявив, що поліція добре поводилася з ним під час затримання, і що він був звільнений 28 березня. За словами «The Guardian», нейтральний тон Лі у відео «дуже відрізнявся від його попередніх відео». Активіст У Бяофен заявив, що влада, можливо, наказала Лі зробити коротку заяву.
Наприкінці свого допису від 22 квітня він процитував афоризм із «Шу цзін»: «розум людини неспокійний, схильний (помилятися); його спорідненість із правильним незначна. Будьте розбірливими, будьте одноманітними (у гонитві за що правильно), щоб ви могли щиро триматися Злого». (人心惟危，道心惟微，惟精惟一，允執厥中。) і дав власне тлумачення англійською мовою:
Воля людей непередбачувана, серце Дао (сутність космосу) бездонне. Для того, щоб узгодити волю людей із серцем Дао та досягти стану Єдності людей і космосу, єдиним способом є зосередити всю енергію на розвитку доброї природи серця, не діяти крайно, діяти не змінювати віри, не бути мінливим, дотримуватись доктрини золотої середини конфуціанської ортодоксії.
Оригінальний текст (англ.)
In order to make the will of the people consistent with the heart of Tao and reach the state of Unity of people and cosmos, only the way is concentrate all energy on cultivation of the good nature of the heart, do not act in extreme, do not change faith, do not be fickle, uphold the doctrine of the golden mean of Confucian orthodoxy.

### 2023 рік
У січні 2023 року Лі знову з'явився на публіці після майже 3 років мовчання, щоб дати інтерв'ю, під час якого він розповів про події, що призвели до його арешту в лютому 2020 року, і знову висловив свої погляди на відсутність свободи для громадян Китаю та свою зневагу до тоталітаризму і тиранії Комуністичної партії Китаю.
У березні 2023 року Лі дав інтерв'ю та заявив, що він закінчив Рочестерський університет і працює в лабораторії штучного інтелекту.